# Henryk Seweryniak
Henryk Seweryniak (ur. 20 września 1951 w Budach Kozickich k. Gostynina) – polski duchowny katolicki, prałat, profesor nauk teologicznych, specjalista w zakresie teologii fundamentalnej. Konsultor Papieskiej Rady ds. Krzewienia Nowej Ewangelizacji.

## Życiorys
W 1969 wstąpił do Wyższego Seminarium Duchownego w Płocku. 15 czerwca 1975 w katedrze płockiej otrzymał święcenia kapłańskie z rąk biskupa płockiego Bogdana Sikorskiego. W latach 1975–1977 pełnił funkcję wikariusza w parafii św. Antoniego w Żurominie. W latach 1977–1980 rozpoczął studia specjalistyczne z teologii dogmatycznej w Katolickim Uniwersytecie Lubelskim. W latach 1980–1984 odbył studia z teologii fundamentalnej w Pontificia Universitas Gregoriana w Rzymie, które uwieńczył rozprawą doktorską o hermeneutyce Paula Ricoeura. Od 1984 jest wykładowcą teologii fundamentalnej, religiologii, teologii ekumenicznej w Wyższym Seminarium Duchownym w Płocku.
W połowie lat 80. pełnił funkcję wikariusza parafii pw. Św. Jana Chrzciciela w Płocku. Stworzył i opiekował się wówczas obsypywanym nagrodami na festiwalach muzyki religijnej zespołem Vox Clamantis, pisał nawet teksty piosenek. Był współorganizatorem Tygodni Kultury Chrześcijańskiej oraz słynnych na całe miasto Mszy Świętych za ojczyznę.  
W latach 1988–1993 był asystentem, następnie adiunktem w Katedrze Eklezjologii Fundamentalnej KUL. W 1993 habilitował się na podstawie studium z antropologii teologiczno-fundamentalnej Wolfharta Pannenberga. W 1995 został kierownikiem Katedry Chrystologii i Eklezjologii Fundamentalnej ATK, później Uniwersytetu Kardynała Stefana Wyszyńskiego. Członek zespołu redakcyjnego II Polskiego Synodu Plenarnego. 7 listopada 1995 został referentem ds. duszpasterstwa ekumenicznego diecezji płockiej. W 1997 odznaczony godnością Kapelana Ojca Świętego. Od 30 listopada 2001 profesor nauk teologicznych. Konsultor Rady Episkopatu Polski do Spraw Dialogu Religijnego, członek Komisji Mieszanej do spraw Dialogu Teologicznego między Kościołem Rzymskokatolickim i Kościołem Starokatolickim Mariawitów. Pełni obowiązki wikariusza biskupiego ds. stałej formacji kapłanów Diecezji Płockiej. 
W 2012 odznaczony przez papieża Benedykta XVI godnością Prałata Honorowego Jego Świątobliwości.
W kadencji 2011-2015 był członkiem Komitetu Nauk Teologicznych Polskiej Akademii Nauk.

## Publikacje
- Metodyka pisania prac magisterskich i dyplomowych z teologii, Płocki Instytut Wydawniczy, Płock 1997
- Ojcostwo i miłosierdzie: biskup Leon Wetmański (1886-1941), Płocki Instytut Wydawniczy, Płock 1999
- Święty Kościół powszedni, Więź, Warszawa 1999
- Metodyka uczenia się i pisania prac dyplomowych, Płocki Instytut Wydawniczy, Płock 2000
- Tajemnica Jezusa, Więź, Warszawa 2001
- Świadectwo i sens. Teologia fundamentalna, Płocki Instytut Wydawniczy, Płock 2001
- Medytacja dla bliskich: "Tryptyk rzymski", Płocki Instytut Wydawniczy, Płock 2003
- Prorok i błazen. Szkice z teologii narracji, Wydział Teologiczny UAM, Poznań 2005
- Medytacje z Herbertem, Płocki Instytut Wydawniczy, Płock 2006
- Apologia Pokolenia JPII, Płocki Instytut Wydawniczy, Płock 2006
- Nikt nie ma większej miłości. Męczeństwo księży gostynińskich w czasie II wojny światowej, Płock 2009
- Geografia wiary, Więź, Warszawa 2010
- Teologia fundamentalna, t. 1-2, Więź, Warszawa 2010
- Kultura, media, teologia, Płock 2013
- Święte Oficjum a Mariawici Płocki Instytut Wydawniczy 2014.